# Charles Colmance

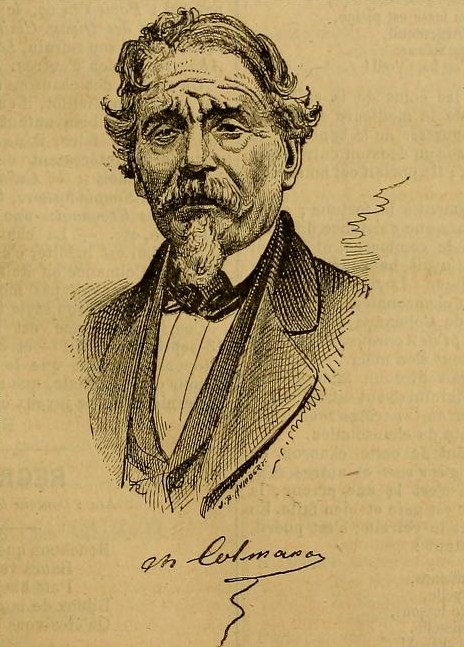
Charles Colmance

Louis-Charles Colmance, meist kurz Charles Colmance genannt (* 26. April 1805 in Paris; † 12. September 1870 ebenda) war ein französischer Volksliederdichter.

## Leben
Charles Colmance war der  Sohn unbemittelter Eltern. Er kam zu einem Formstecher in die Lehre, wo er sich in dem heiteren Treiben seiner Werkstattgenossen und durch seine Verbindung mit den sog. Goguetten seines poetischen Talents bald bewusst wurde. Nun entwickelte er, besonders seit seiner Aufnahme in die Lice chansonnière (einen das Volkslied kultivierenden Dichterverein), eine erstaunliche Fruchtbarkeit. Er übernahm 1854 die Leitung einer kleinen Speisewirtschaft, aber ohne Glück, wurde sodann 1864 Buchtrödler und ließ sich 1869 in Montmartre als Buchhändler nieder, wo er 1870 im Alter von 65 Jahren starb.
Colmance bewegt sich als Chansonnier ganz auf dem Gebiet, das mit seinem Tun und Treiben das eigentliche Volk begreift, offenbart eine große Vielseitigkeit und behandelt leicht und gewandt die verschiedensten Stoffe. Eine zu große Vorliebe für „freie Späße“ (gaudrioles) ist ihm nicht abzusprechen. In der Handhabung des Verses und Reimes zeigt er viel technisches Geschick, und je nach der Natur des Stoffs singt er bald in der Schriftsprache, bald im Dialekt des Volks. Seine zahlreichen Chansons erschienen einzeln in verschiedenen Ausgaben, wurden vielfach neu aufgelegt und fanden zum Teil eine große Verbreitung. Ohne Notenkenntnis dichtete Colmance zu vielen die Melodie selbst. Eine vollständige Ausgabe seiner Chansons erschien 1862 in Paris.